# Parkway-South Sacramento
Parkway-South Sacramento es un lugar designado por el censo ubicado en el condado de Sacramento en el estado estadounidense de California. En el año 2000 tenía una población de 36.468 habitantes y una densidad poblacional de 2,917.4 personas por km².

## Geografía
Parkway-South Sacramento se encuentra ubicada en las coordenadas 38°30′42″N 121°27′8″O / 38.51167, -121.45222. Según la Oficina del Censo, la ciudad tiene un área total de 12,5 km² (4,8 mi²), de la cual 12,5 km² (4,8 mi²) es tierra y 0 km² (0 mi²) (0.0%) es agua.

## Demografía
Según la Oficina del Censo en 2000 los ingresos medios por hogar en la localidad eran de $31,194, y los ingresos medios por familia eran $32,594. Los hombres tenían unos ingresos medios de $28,859 frente a los $25,107 para las mujeres. La renta per cápita para la localidad era de $12,702. Alrededor del 28.6% de la población estaban por debajo del umbral de pobreza.